# Abanycha
Abanycha is een kevergeslacht uit de familie van de boktorren (Cerambycidae). De wetenschappelijke naam van het geslacht werd voor het eerst geldig gepubliceerd in 1997 door Martins & Galileo.

## Soorten
Abanycha omvat de volgende soorten:
- Abanycha bicolor (Gahan, 1889)
- Abanycha bicoloricornis Galileo & Martins, 2009
- Abanycha fasciata Galileo & Martins, 2005
- Abanycha pectoralis Martins & Galileo, 2004
- Abanycha pulchricollis (Bates, 1885)
- Abanycha sericipennis (Bates, 1885)
- Abanycha urocosmia (Bates, 1881)